# New Brunswick Route 15

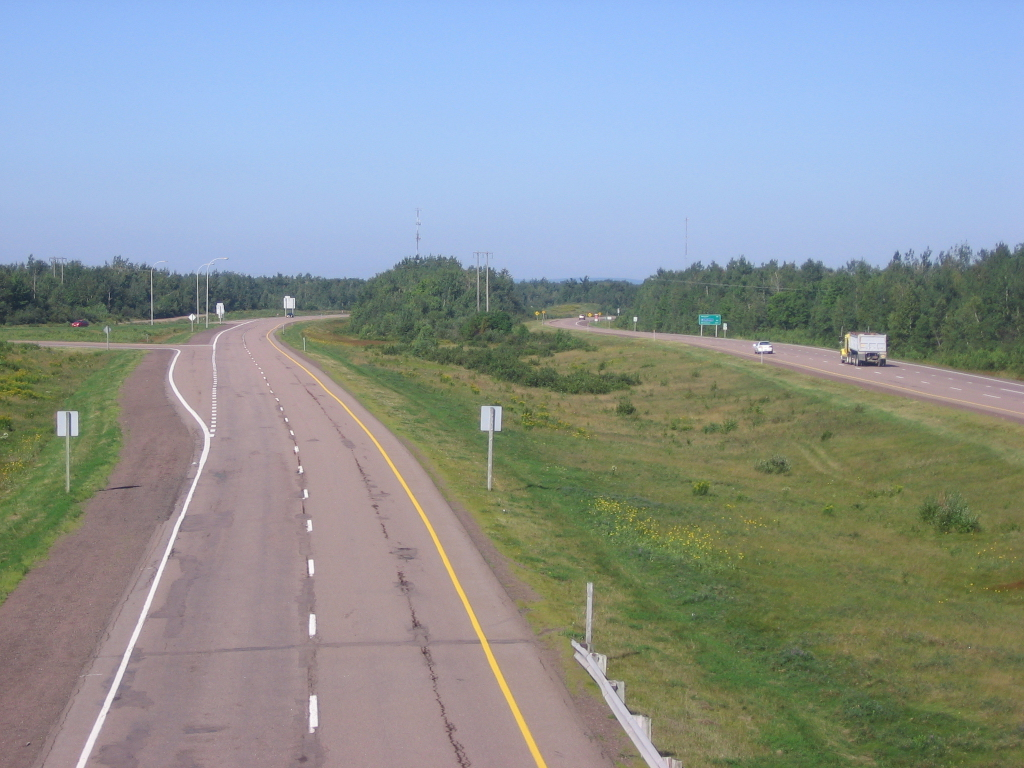
Route 15 bei Shediac

Die New Brunswick Route 15 in der kanadischen Provinz New Brunswick verläuft von Moncton nach Port Elgin über eine Länge von 79 km. Er ist Bestandteil des National Highway Systems und dient ab der Kreuzung mit Route 2 als Core-Route.

## Verlauf
Die Route beginnt im Südwesten von Moncton, der größten Stadt der Provinz New Brunswick, und verläuft im Uhrzeigersinn um das Zentrum der Stadt. Im Osten von Moncton schwenkt die Route in nordöstlicher Richtung vorbei am Greater Moncton Roméo LeBlanc International Airport, der sich auf dem Stadtgebiet von Dieppe sich befindet, und kreuzt Route 2. Von dort aus führt sie nach Shediac, wo Route 11 in nordwestlicher Richtung zur akadischen Halbinsel abzweigt.
Die Strecke verläuft ab dort in östlicher Richtung parallel zur Küste bis Cap-Pelé, von wo aus sie in südöstliche Richtung schwenkt. Sie trifft bei Port Elgin auf die Route 16 und endet dort.